# Sherif Farouk el-Hennawi
Sherif Farouk el-Hennawi (né le 28 juillet 1972) est un athlète égyptien, spécialiste du lancer du marteau. 

## Biographie
Il remporte la médaille d'or du lancer du marteau lors des championnats d'Afrique 1990, au Caire, avec la marque de 69,60 m. Il décroche également la médaille de bronze en 1988 et la médaille d'argent en 1992.
Il s'impose lors des Jeux africains de 1991, et termine deuxième en 1995.

### Palmarès
| Date | Compétition            | Lieu             | Résultat | Performance |
| ---- | ---------------------- | ---------------- | -------- | ----------- |
| 1988 | Championnats d'Afrique | Annaba           | 3e       | 59,28 m     |
| 1990 | Championnats d'Afrique | Le Caire         | 1er      | 69,60 m     |
| 1991 | Jeux africains         | Le Caire         | 1er      | 67,58 m     |
| 1992 | Championnats d'Afrique | Belle Vue Maurel | 2e       | 68,08 m     |
| 1995 | Jeux africains         | Harare           | 2e       | 66,68 m     |

### Records
| Épreuve           | Performance | Lieu   | Date            |
| ----------------- | ----------- | ------ | --------------- |
| Lancer du marteau | 72,76 m     | Moscou | 23 juillet 1995 |